# Yamamotoa carludovicae
Yamamotoa carludovicae är en svampart som först beskrevs av Augusto Chaves Batista, och fick sitt nu gällande namn av Arx & E. Müll. 1975. Yamamotoa carludovicae ingår i släktet Yamamotoa och familjen Asterinaceae.   Inga underarter finns listade i Catalogue of Life.